# Лайстер, Карл
Карл Ла́йстер (иногда Ляйстер, нем. Karl Leister; род. 15 июня 1937, Вильгельмсхафен) — немецкий кларнетист, один из наиболее известных европейских исполнителей на этом инструменте.
Первые уроки музыки получил от своего отца, который был бас-кларнетистом и играл в берлинском симфоническом оркестре RIAS. В 1953—1956 гг. Лайстер обучался в Берлинской Высшей школе музыки у Генриха Гойзера, с 1957 по 1959 год был солистом оркестра театра «Komische Oper». В 1959 году Лайстер стал членом Берлинского филармонического оркестра, в котором играл (в основном, как первый кларнет) до 1993 года. Дирижёр Герберт фон Караян оказал значительное влияние как на исполнительский стиль Лайстера, так и на его будущую карьеру.
Уже в первые годы своего пребывания в Берлинском филармоническом оркестре Лайстер начал выступать также как солист и в камерных ансамблях, сделал некоторое количество записей. В 1986 году он основал камерный ансамбль «Солисты Берлина», в котором участвовали музыканты оркестров Берлинской филармонии и Берлинского радио, а также студенты университета Моцартеум из Зальцбурга и Кёльнской Высшей школы музыки.
В 1980-е — 90-е годы Лайстер записал на разных звукозаписывающих фирмах большое количество произведений различных жанров. Например, в 1993 году фирма Teldec выпустила записи «Солистов Берлина» с участием Лайстера: Еврейская увертюра и Квинтет Прокофьева, Октет Хиндемита, а год спустя — ноктюрны и дивертисменты Моцарта (в их исполнении принимал участие также Дитрих Фишер-Дискау) Это лишь две из более чем сотни записей, сделанных фирмами Teldec, Sony Classical, EMI, Deutsche Grammophon, BIS, Camerata, Orfeo и многими другими. Его записи концертов Моцарта, Вебера и Шпора считаются эталоном исполнения этих сочинений.
В 1994 году Лайстера пригласили преподавать в Берлинской Высшей школе музыки, где он работал до 2002 года. Он продолжает выступать в качестве солиста и камерного музыканта, среди его недавних записей — диск «Карл Лайстер играет романтические сонаты для кларнета» (2002), на котором записаны сочинения Мендельсона, Регера, Россини, Нильсена и Данци.